# たんすわらし。
『たんすわらし。』は、2011年3月5日に若手アニメーター育成プロジェクトの一作として公開されたProduction I.G製作のアニメ映画作品。

## 概要
平成22年度若手アニメーター育成プロジェクトの参加作品として『キズナ一撃』『おぢいさんのランプ』『万能野菜 ニンニンマン』と共に2011年3月5日公開された。2018年11月23日よりアニメアプリ『アニメビーンズ』で配信。

## キャスト
- のえる - 能登麻美子
- マサ - 大浦冬華
- ダイゴロー - 松元惠
- ジロキチ - 高戸靖広
- タエ - 植田佳奈
- ユキ - 今野宏美
- ハンペイ - 小桜エツコ
- 母 - 加藤沙織
- なつき - 三瓶由布子
- 課長 - 下崎紘史

## スタッフ
- 監督・原案 - 黄瀬和哉
- 企画 - 石川光久
- キャラクター原案 - ヒラタリョウ
- 脚本 - 谷村大四郎
- 作画監督 - 海谷敏久
- 作画監督補佐 - 片桐貴悠
- 原画 - 瀬口泉、橋本高明、清池奈保、本田真之、大導寺美穂、沼田くみ子、藤城香菜、飯山菜保子、溝呂木理恵、吉川真帆、京極義昭、黒岩裕美
- 美術監督 - 小倉宏昌
- 色彩設計 - 渡辺陽子
- 撮影監督 - 古川文男
- 編集 - 植松淳一
- 音楽 - 杉林恭雄
- 音響監督 - 小泉紀介
- プロデューサー - 寺川英和
- アニメーション制作 - Production I.G

## 放送局
| 放送地域   | 放送局         | 放送期間      | 放送日時           | 放送系列            | 備考                                                               |
| ---------- | -------------- | ------------- | ------------------ | ------------------- | ------------------------------------------------------------------ |
| 近畿広域圏 | 毎日放送       | 2011年3月26日 | 土曜 26:58 - 27:28 | TBS系列             |                                                                    |
| 日本全域   | BS11           | 2011年5月5日  | 木曜 12:00 - 14:00 | BS放送              | 22年度他3作品と共に放送。                                          |
| 日本全域   | アニマックス   | 2011年6月26日 | 日曜 21:00 - 23:00 | アニメ専門BS/CS放送 | 22年度他3作品と共に放送。 リピート放送あり                         |
| 千葉県     | 千葉テレビ放送 | 2017年3月29日 | 水曜 23:00 - 23:30 | 独立局              | 同じProduction I.G制作の『黒子のバスケ』放送終了後の穴埋めで放送。 |